# Saint-Jacques (Trois-Ponts)
Pour les articles homonymes, voir Saint-Jacques.
Saint-Jacques est un hameau de la commune belge de Trois-Ponts située en Région wallonne dans la province de Liège.
Avant la fusion des communes de 1977, Saint-Jacques faisait déjà partie de la commune de Trois-Ponts. Avant 1970, le hameau faisait partie de la commune de Fosse

## Situation
Ce hameau se trouve en Ardenne sur un plateau herbager dominant le versant ouest de la vallée de la Salm à une altitude variant entre 420 mètres et 430 mètres. Il se situe à 3 kilomètres au sud du centre de Trois-Ponts et avoisine le hameau de Bergeval. Le hameau se compose d'une seule route menant à un carrefour où se situe l'église.

## Patrimoine
L'actuelle église Saint-Jacques a été bâtie en moellons de grès et consacrée en 1964. Elle a été construite dans un style contemporain par l'architecte spadois Geenen. Le clocher surmonté d'une flèche acérée est séparé du reste de l'édifice. Un chêne séculaire appelé le chêne Saint-Georges se trouve à côté de d'église qui est entourée par le cimetière.
On retrouve la trace d'une église depuis le VIIe siècle à cet endroit placé sur le chemin de Saint-Jacques de Compostelle entre Stavelot et Lierneux. Ensuite plusieurs édifices s'y succèdent jusqu'en décembre 1944 et la destruction de l'église par des bombardements pendant la bataille des Ardennes.

## Activités et loisirs
Chaque année, le jour de la Saint-Jacques (le 25 juillet), a lieu la foire de la Saint-Jacques dont la 519e édition se déroulera en 2018. Elle comporte une messe traditionnelle, différentes animations pour les familles, expose des produits régionaux et organise une soirée dansante.
Dans une ferme du hameau, un centre équestre et un restaurant sont ouverts depuis 1970.
Au sommet de la colline du Mont-Saint-Jacques (altitude d'environ 440 mètres), se trouve la zone de villégiature du Parc de Saint-Jacques et les résidences de tourisme des Gottales.